# Legacy (The Bear)
"Legacy" es el séptimo episodio de la tercera temporada de la comedia dramática televisiva estadounidense The Bear. Es el episodio número 25 de la serie y fue escrito por el creador de la serie Christopher Storer y dirigido por la productora ejecutiva Joanna Calo. Fue lanzado en Hulu el 26 de junio de 2024, junto con el resto de la temporada.
La serie sigue a Carmen "Carmy" Berzatto, un galardonado chef de cocina de la ciudad de Nueva York, que regresa a su ciudad natal de Chicago para dirigir la fallida tienda de sándwiches de carne italiana de su difunto hermano Michael. En este episodio, Sydney recibe una nueva oferta de Adam Shapiro, mientras que la cocina se ve obligada a contratar al antiguo personal de Mikey para que los ayude.

## Trama
En una reunión de Al-Anon, Carmy (Jeremy Allen White) escucha mientras un asistente cuestiona el valor de las disculpas cuando todavía hay que lidiar con las consecuencias. Otro asistente responde que cuanto más tarde en disculparse con alguien, más doloroso será para esa persona seguir verdaderamente con su vida. Mientras Carmy considera esto, piensa en su relación con Claire (Molly Gordon).
Sydney (Ayo Edebiri) se reúne con Adam (Adam Shapiro) en un café, quien le revela que está abriendo su propio restaurante que planea diferenciarse de Ever. Él le ofrece el puesto de CDC, donde podría ganar más dinero que su salario en The Bear. Sydney considera seriamente la oferta, especialmente después de darse cuenta de que Carmy está socavando su autoridad en la cocina. Marcus (Lionel Boyce) encuentra una foto de Carmy con otros chefs de alto nivel, y Carmy explica que la colaboración entre chefs es esencial para construir un "legado", en el que puedan guiarse mutuamente y compartir sus recetas. Como los chefs anteriores le dieron algo a Carmy, Carmy quiere hacer lo mismo con su sucesor. 
The Bear vuelve a contratar a algunos miembros del antiguo personal de Mikey para ayudar a Ebra (Edwin Lee Gibson) a administrar la ventanilla de sándwiches, y Ebra vuelve a encontrar la alegría en su trabajo en el proceso. A pesar de estar a punto de dar a luz, Natalie (Abby Elliott) se ofrece a ir al Restaurant Depot para comprar pliegues en C y otros artículos esenciales para la cocina. Mientras carga su auto, comienzan sus contracciones.

## Producción

### Música
El episodio incluyó en su banda sonora las canciones "No Machine" de Adrianne Lenker, "Save It for Later" de The Beat, "(You Gotta) Fight for Your Right (To Party!)" de Beastie Boys, "Stephanie" de Lindsey Buckingham y "Up on the Roof" de Carole King.

## Lanzamiento
El episodio, junto con el resto de la temporada, se estrenó el 26 de junio de 2024 en Hulu.  Originalmente, la temporada estaba programada para estrenarse el 27 de junio. 

## Reseñas críticas
Jenna Scherer de The AV Club le dio al episodio una calificación de "B–" y escribió: "Incluso los programas de televisión más legendarios han sido víctimas de la temida crisis de mitad de temporada, y resulta que incluso una serie tan bien elaborada como The Bear no es inmune. Tal vez sea porque la tercera temporada carece del impulso propulsor del capítulo anterior, cuando todos estaban trabajando hacia un objetivo común en una fecha límite ajustada, pero ahora que The Bear está en funcionamiento, el fuego bajo el trasero colectivo de la pandilla ha disminuido a fuego lento. Lo que nos lleva al inconexo y serpenteante "Legacy", un episodio que tiene tan poca energía como se sienten sus personajes".
Marah Eakin de Vulture le dio al episodio una calificación de 3 estrellas sobre 5 y escribió: "Tina dijo que al principio esperas y esperas, pero luego, cuando llega el bebé, todo pasa en un instante. No es diferente a The Bear, en realidad, que esperas y esperas y esperas y luego pasa rápidamente, en un atracón durante un par de noches. Ahora que solo quedan tres episodios, es hora de seguir adelante".  A.J. Daulerio de Decider escribió: "La felicidad de ciertos recuerdos chocando con la frecuencia de sus resultados traumáticos. Bien construido, pero aún flojo". 
Brady Langmann de Esquire escribió: "Y el arma de Chéjov de esta temporada finalmente suena: Sugar está a punto de ponerse de parto... mientras está sola en el estacionamiento de no-Home Depot. Vaya, apuesto a que todos pueden hacerlo. No esperemos para darle la bienvenida a este recién nacido a generaciones de trauma familiar".